# Lucio Gutiérrez
Lucio Edwin Gutiérrez Borbúa (Quito, 23 de março de 1957) é um militar e político equatoriano, foi presidente do seu país de 2003 a 2005, quando renunciou após intensos protestos populares.